# Обсерватория Львовской политехники
Обсерватория Львовской политехники, Обсерватория Львовского политехнического института или Астрономическая обсерватория Национального университета «Львовская политехника» — украинская астрономическая обсерватория, расположенная в городе Львове на высоте 340 метров над уровнем моря. Действовала с 1877 года не менее 35 лет. В данный момент преемницей традиций и истории обсерватории можно считать кафедру высшей геодезии и астрономии Национального университета «Львовская политехника». Во время её активной работы являлась Австро-Венгерской и официально называлась по нем. Observatorium der k.k. Technischen Hochschule in Lemberg и по пол. Obserwatorium C.k. Szkoły Politechnicznej we Lwowie.

## Руководители обсерватории (руководители кафедры)[2]
- 1877—1889 гг — Зброжек Доминик (1832—1889) — основатель обсерватории и первый её руководитель
- 1894—1909 гг — Ласка Вацлав[англ.] (1862—1943) — второй руководитель обсерватории
- 1909—1941 гг — Грабовский Люциян (1871—1941)
- 1941—1945 гг — Ризнер Юзеф (1885—1955)
- 1945—1949 гг — Кобылин Александр Иванович (1902—1974)
- 1949—1973 гг — Мигаль Николай Константинович (1905—1979)
- 1968—1974 гг — Буткевич Адольф Вениаминович (1914—1983)
- 1974—1985 гг — Коваленко Владимир Афанасьевич (1924—1995)
- 1985 — по сей день — Заблоцкий Фёдор Дмитриевич (1946 г.р.)

## Создание обсерватории
Кафедра высшей геодезии и астрономии (до 1894 года: Кафедра геодезии и сферической астрономии) Национального университета «Львовская политехника» (на тот момент «Технической академии во Львове», а с 1877 г. — «Политехническая школа») является старейшей геодезической кафедрой на Украине. Она была основана 18 июня 1871 года приказом Министерства образования Австро-Венгрии. Её первым заведующим был назначен доцент Чешского высшего технического училища в Праге Доминик Зброжек, которому впоследствии было присвоено звание профессора. Когда 12 марта 1873 года было принято «высочайшее» решение о строительстве нового корпуса академии, то там, по инициативе Зброжека, было предусмотрено и строительство астрономической обсерватории. Для неё в 1874—1877 годах было построено два бетонных столба высотой 30 метров каждый, изолированные от других частей здания. Один столб был предназначен для экваториального круга, второй — для рефрактора с параллактической монтировкой. В связи с финансовыми трудностями приобрели лишь астрономический универсальный инструмент фирмы «Т. Ertel & Sohn» (Мюнхен, Бавария), маятниковые часы Шорт (2 штуки), несколько хронометров, хронограф и несколько меньших приборов. Некоторые из этих приборов остались до сего дня на кафедрах геодезии, высшей геодезии и астрономии, а также и в музее Национального университета «Львовская политехника». 15 ноября 1877 года состоялось открытие нового главного корпуса Политехнической Школы, построенного по проекту профессора Юлиана Захариевича (1837—1898). В конце 1877 года была открыта новая астрономическая обсерватория, являющаяся второй в истории Львова (первой была обсерватория Львовского Национального Университета), а с 1878 года ещё и метеорологическая станция. В 1882 и 1883 годах Министерство культуры и просвещения выделило ещё 1700 злотых для приобретения новых приборов для обсерватории. Большую помощь в приобретении приборов предоставила кафедре и Международная федерация геодезистов (International Federation of Surveyors), основанная в 1878 году. О проблемах говорилось и на встрече Коллегии профессоров с императором Австро-Венгрии Францем Йосифом, который 13 сентября 1880 года осмотрел новый корпус. На базе обсерватории проводились астрометрические измерения объектов Солнечной системы, спектральные исследования в области астрономии, но основным направлением являлась геодезия и её связь с наблюдательной астрономией. В 1894 году происходит разделение кафедры геодезии и сферической астрономии на кафедру геодезии и кафедру высшей геодезии и астрономии. С 28 декабря 1894 года кафедру высшей геодезии и астрономии возглавляет Вацлав Ласка.

## Львовская обсерватория в первой половине XX века
До 1914 года Львов входил в состав Австро-Венгрии и развитие науки и культуры в городе шло быстрыми темпами. Фотографические данные подтверждают работу обсерватории вплоть до 1913 года. В начале Первой мировой войны город был взят русскими войсками (сентябрь 1914) и до 14 июля 1915 года был центром Галицийского генерал-губернаторства, пока город снова не был занят австро-венгерскими войсками. Вместе с развалом Габсбургской империи в конце Первой мировой войны украинские политики 1 ноября 1918 года провозгласили город столицей Западно-Украинской народной республики (ЗУНР). В июле 1919 года Львов был взят под контроль польскими войсками. Во время Советско-польской войны в 1920 город атаковали силы Красной Армии под командованием Александра Егорова. Но город выдержал все атаки и после подписания Рижского мирного соглашения Львов остался польским городом, административным центром Львовского воеводства, которое занимало большую часть современных Подкарпатского воеводства Польши и Львовской области. Город быстро вернул себе позиции одного из важнейших центров науки и культуры Польши.
1 сентября 1939 года войска нацистской Германии вторглись в Польшу. В соответствии с пактом Риббентропа-Молотова, 22 сентября советские войска заняли Львов. 30 июня 1941 года, через неделю после начала Великой Отечественной войны, немецкими войсками был захвачен Львов. Вскоре были проведены массовые убийства представителей польской интеллигенции Львова (около 45 польских учёных и преподавателей, в основном Львовского университета, членов их семей и гостей). 26 июля 1944 года Львов был освобождён он немецко-фашистских захватчиков силами Советской Армии. Благодаря тому, что основная битва за Львов развернулась в южных предместьях, основная масса исторических памятников, церквей и зданий не пострадала. После войны Львов вошёл в состав Украинской Советской Социалистической Республики. Скорее всего, астрономическая обсерватория после разгрома фашистов не была восстановлена в прежнем виде.

## Современное состояние обсерватории
На месте обсерватории (крыша главного корпуса «Львовской политехники») сейчас установлена GPS-станция с названием пункта «SULP». Кафедра Высшей геодезии и астрономии Национального университета «Львовская политехника» (Кафедра вищої геодезії та астрономії Національного університету «Львівська політехніка») является коллективным членом Украинской астрономической ассоциации. Так же известно о существовании «астрономо-геодезическая обсерватории в Шацке» (астрономо-геодезична обсерваторія у Шацьку), которая принадлежит Национальному университету «Львовская политехника».

## Наблюдательные данные в Центре малых планет[4]
```
   CJ00O010  M1900 07 27.95066 02 53 07.02 +23 29 09.9           7.5 TpAN153068
   CJ00O010  M1900 07 29.94285 02 55 37.47 +29 33 41.8                pAN153068
```

Эти данные, видимо, и стали причиной вноса обсерватории Львовской политехники в список кодов обсерваторий Центра малых планет под обозначением «068: Lvov Polytechnic Institute, Ukraine».

## Инструменты обсерватории
- астрономический универсальный инструмент фирмы «Т. Ertel & Sohn» (Мюнхен, Бавария)[5]
- маятниковые часы Шорт (2 штуки)
- несколько хронометров
- хронограф
- несколько меньших приборов
- к началу XX века были новые приобретения
- Рефрактор (судя по фотографии обсерватории)

## Основные направления исследований
- Атмосферные влияния на астрономо-геодезические измерения (учёт рефракции) и GPS-навигация.

## Адрес
- Главный корпус Национального университета «Львовская политехника» — ул. Степана Бандеры, д.12, г. Львов, Украина, 79013